# Momotidae
Famille
Les Momotidae (ou momotidés en français) sont une famille d'oiseaux constituée de 6 genres et de 14 espèces existantes de motmots.

## Description
Les motmots sont des oiseaux arboricoles de taille moyenne (16 à 48 cm de longueur). Ils ont le bec plus ou moins large et aplati, les ailes courtes et arrondies, et des pattes courtes. Beaucoup d'espèces ont l'extrémité de la queue en forme de raquette.

## Habitat et répartition
C'est une famille endémique à la zone néotropicale (Amérique tropicale), vivant dans les forêts, quelques espèces fréquentant aussi les milieux semi-ouverts.

## Liste alphabétique des genres
- Aspatha Sharpe, 1892 (1 espèce)
- Baryphthengus Cabanis & Heine, 1859 (2 espèces)
- Electron Gistel, 1848 (2 espèces)
- Eumomota P.L. Sclater, 1858 (1 espèce)
- Hylomanes Lichtenstein, 1839 (1 espèce)
- Momotus Brisson, 1760 (7 espèces)

## Liste des espèces
D'après la classification de référence (version 12.2, 2022) du Congrès ornithologique international (ordre phylogénique) :
- Hylomanes momotula – Motmot nain
- Aspatha gularis – Motmot à gorge bleue
- Momotus mexicanus – Motmot à tête rousse
- Momotus coeruliceps – Motmot à tête bleue
- Momotus lessonii – Motmot de Lesson
- Momotus subrufescens – Motmot caraïbe
- Momotus bahamensis – Motmot de Trinidad
- Momotus momota – Motmot houtouc
- Momotus aequatorialis – Motmot d'Équateur
- Baryphthengus martii – Motmot roux
- Baryphthengus ruficapillus – Motmot oranroux
- Electron carinatum – Motmot à bec caréné
- Electron platyrhynchum – Motmot à bec large
- Eumomota superciliosa – Motmot à sourcils bleus